# Vlaamse Cultuurraad (samenstelling 1979-1980)
Dit is de lijst van de leden van de Vlaamse Cultuurraad in de legislatuur 1979-1980. De Vlaamse Cultuurraad was een verre voorloper van het Vlaams Parlement en werd nog niet rechtstreeks verkozen.
De legislatuur 1979-1980 telde 221 leden. Dit waren de 121 leden van de Nederlandse taalgroep uit de Kamer van volksvertegenwoordigers verkozen bij de verkiezingen van 17 december 1978 en de 100 leden van de Nederlandse taalgroep uit de Belgische Senaat, verkozen op 17 december 1978, aangeduid door de provincieraden of gecoöpteerd.
De legislatuur ging van start op 18 januari 1979 en eindigde op 17 juni 1980.

## Samenstelling
| Fractie | Fractie     | Zetels |
| ------- | ----------- | ------ |
|         | CVP         | 108    |
|         | BSP         | 47     |
|         | PVV         | 39     |
|         | Volksunie   | 25     |
|         | KPB         | 1      |
|         | Vlaams Blok | 1      |

## Lijst van de parlementsleden
| Volksvertegenwoordiger          | Partij      | Kieskring                 | Opmerkingen |
| ------------------------------- | ----------- | ------------------------- | --- |
| Leo Tindemans                   | CVP         | Antwerpen                 | |
| Karel Blanckaert                | CVP         | Antwerpen                 | |
| Herman Suykerbuyk               | CVP         | Antwerpen                 | |
| Frank Swaelen                   | CVP         | Antwerpen                 | Voorzitter van de CVP-fractie vanaf 8 januari 1980. |
| Tijl Declercq                   | CVP         | Antwerpen                 | |
| Wivina Demeester                | CVP         | Antwerpen                 | |
| Frans Cauwenberghs              | CVP         | Antwerpen                 | |
| Achiel Smets                    | CVP         | Antwerpen                 | |
| Greta Dielens                   | CVP         | Antwerpen                 | |
| Bob Cools                       | BSP         | Antwerpen                 | |
| Jan Mangelschots                | BSP         | Antwerpen                 | |
| Jos Van Elewyck                 | BSP         | Antwerpen                 | Voorzitter van de BSP/SP-fractie. |
| Lode Hancké                     | BSP         | Antwerpen                 | |
| Leona Detiège                   | BSP         | Antwerpen                 | |
| Frans Grootjans                 | PVV         | Antwerpen                 | |
| Jacky Buchmann                  | PVV         | Antwerpen                 | |
| Karel Poma                      | PVV         | Antwerpen                 | Voorzitter van de PVV-fractie. |
| Hugo Schiltz                    | Volksunie   | Antwerpen                 | |
| André De Beul                   | Volksunie   | Antwerpen                 | Voorzitter van de commissie Culturele Promotie en het Cultureel Patrimonium. |
| Karel Dillen                    | Vlaams Blok | Antwerpen                 | |
| Guido Verhaegen                 | CVP         | Mechelen-Turnhout         | |
| Michel Van Dessel               | CVP         | Mechelen-Turnhout         | |
| Luc Van den Brande              | CVP         | Mechelen-Turnhout         | |
| Jef Ramaekers                   | BSP         | Mechelen-Turnhout         | |
| Lucien Van de Velde             | PVV         | Mechelen-Turnhout         | |
| Joos Somers                     | Volksunie   | Mechelen-Turnhout         | |
| Jos Dupré                       | CVP         | Mechelen-Turnhout         | |
| Robert Van Rompaey              | CVP         | Mechelen-Turnhout         | |
| Renaat Peeters                  | CVP         | Mechelen-Turnhout         | Voorzitter van de commissie Jeugdbeleid, Permanente Vorming en Sport. |
| Francis Tanghe                  | CVP         | Mechelen-Turnhout         | |
| Jeanne Huybrechts-Adriaensens   | BSP         | Mechelen-Turnhout         | |
| Jef Sleeckx                     | BSP         | Mechelen-Turnhout         | |
| Willy Taelman                   | PVV         | Mechelen-Turnhout         | |
| Renaat Van Elslande             | CVP         | Brussel                   | |
| Rika Steyaert                   | CVP         | Brussel                   | |
| Paul De Keersmaeker             | CVP         | Brussel                   | |
| Achille Diegenant               | CVP         | Brussel                   | |
| Georges Cardoen                 | CVP         | Brussel                   | |
| Hugo Weckx                      | CVP         | Brussel                   | |
| Roger De Wulf                   | BSP         | Brussel                   | |
| Victor Vanderheyden             | BSP         | Brussel                   | |
| August De Winter                | PVV         | Brussel                   | |
| Louis De Grève                  | PVV         | Brussel                   | |
| Vic Anciaux                     | Volksunie   | Brussel                   | |
| Jef Valkeniers                  | Volksunie   | Brussel                   | |
| Louis Van Geyt                  | KPB         | Brussel                   | |
| Mark Eyskens                    | CVP         | Leuven                    | |
| Jaak Henckens                   | CVP         | Leuven                    | Voorzitter van de CVP-fractie tot 7 januari 1980. |
| Godelieve Devos                 | CVP         | Leuven                    | Ondervoorzitter. |
| Paul Devlies                    | CVP         | Leuven                    | |
| Henri Boel                      | BSP         | Leuven                    | Vanaf 24 april 1979 parlementsvoorzitter en voorzitter van de commissie Samenwerking, de commissie Reglement en de commissie Begroting.                                                     |
| Louis Tobback                   | BSP         | Leuven                    | |
| Georges Sprockeels              | PVV         | Leuven                    | |
| Louis Pans                      | PVV         | Leuven                    | |
| Willy Kuijpers                  | Volksunie   | Leuven                    | |
| Daniel Coens                    | CVP         | Brugge                    | |
| Emmanuel Desutter               | CVP         | Brugge                    | |
| Frank Van Acker                 | BSP         | Brugge                    | |
| Albert Claes                    | PVV         | Brugge                    | |
| Raf Declercq                    | Volksunie   | Brugge                    | Vervangt vanaf 4 maart 1980 Pieter Leys, die voltijds schepen van Brugge wordt. |
| Marc Olivier                    | CVP         | Kortrijk-Ieper            | Secretaris. |
| Antoon Steverlynck              | CVP         | Kortrijk-Ieper            | |
| Francine Demeulenaere-Dewilde   | CVP         | Kortrijk-Ieper            | |
| Marc Bourry                     | BSP         | Kortrijk-Ieper            | |
| Marcel Vandenhove               | BSP         | Kortrijk-Ieper            | |
| André Kempinaire                | PVV         | Kortrijk-Ieper            | |
| Cyriel Marchand                 | CVP         | Veurne-Diksmuide-Oostende | Vervangt vanaf 3 juni 1980 Dries Claeys, die uit de nationale politiek stapt. |
| Maria Tyberghien-Vandenbussche  | CVP         | Veurne-Diksmuide-Oostende | |
| Alfons Laridon                  | BSP         | Veurne-Diksmuide-Oostende | Secretaris. |
| Raoul Bonnel                    | PVV         | Veurne-Diksmuide-Oostende | |
| Emiel Vansteenkiste             | Volksunie   | Veurne-Diksmuide-Oostende | |
| Robert Gheysen                  | CVP         | Roeselare-Tielt           | |
| Erik Vankeirsbilck              | CVP         | Roeselare-Tielt           | |
| André Bourgeois                 | CVP         | Roeselare-Tielt           | |
| Gustaaf Nyffels                 | BSP         | Roeselare-Tielt           | |
| Lode Van Biervliet              | Volksunie   | Roeselare-Tielt           | |
| Paul Breyne                     | CVP         | Kortrijk-Ieper            | |
| Arlette Duclos-Lahaye           | PVV         | Kortrijk-Ieper            | |
| Roger Otte                      | CVP         | Oudenaarde-Aalst          | Voorzitter van de commissie Buitenlands Cultuurbeleid. |
| Ghisleen Willems                | CVP         | Oudenaarde-Aalst          | |
| Marc Galle                      | BSP         | Oudenaarde-Aalst          | |
| Paul Van Der Niepen             | BSP         | Oudenaarde-Aalst          | |
| Willy Van Renterghem            | PVV         | Oudenaarde-Aalst          | |
| Jan Caudron                     | Volksunie   | Oudenaarde-Aalst          | |
| Jan Verroken                    | CVP         | Oudenaarde-Aalst          | |
| Herman De Croo                  | PVV         | Oudenaarde-Aalst          | |
| Albert De Cordier               | PVV         | Oudenaarde-Aalst          | |
| Wilfried Martens                | CVP         | Gent-Eeklo                | |
| Adhémar d'Alcantara             | CVP         | Gent-Eeklo                | |
| Adhémar Deneir                  | CVP         | Gent-Eeklo                | |
| Alfons Coppieters               | CVP         | Gent-Eeklo                | |
| Monique De Weweire              | CVP         | Gent-Eeklo                | |
| Gilbert Temmerman               | BSP         | Gent-Eeklo                | |
| Livien Danschutter              | BSP         | Gent-Eeklo                | |
| Willy De Clercq                 | PVV         | Gent-Eeklo                | |
| Emile Flamant                   | PVV         | Gent-Eeklo                | |
| Ignace Van Belle                | PVV         | Gent-Eeklo                | |
| Frans Baert                     | Volksunie   | Gent-Eeklo                | |
| Paul Van Grembergen             | Volksunie   | Gent-Eeklo                | |
| Miet Smet                       | CVP         | Dendermonde-Sint-Niklaas  | |
| Lieven Lenaerts                 | CVP         | Dendermonde-Sint-Niklaas  | |
| Omer De Mey                     | CVP         | Dendermonde-Sint-Niklaas  | Vervangt vanaf 18 januari 1979 Robert Blommaert, die verkiest om voltijds schepen van Beveren te blijven.                                                                                   |
| Freddy Willockx                 | BSP         | Dendermonde-Sint-Niklaas  | Vervangt vanaf 19 juni 1979 Aimé Van Lent, die adjunct-provinciegouverneur van Brabant wordt.                                                                                               |
| Jan Lenssens                    | CVP         | Dendermonde-Sint-Niklaas  | |
| René Uyttendaele                | CVP         | Dendermonde-Sint-Niklaas  | |
| Gustave Boeykens                | BSP         | Dendermonde-Sint-Niklaas  | |
| Frans Verberckmoes              | PVV         | Dendermonde-Sint-Niklaas  | |
| Luc Dhoore                      | CVP         | Hasselt-Tongeren-Maaseik  | |
| Georges Beerden                 | CVP         | Hasselt-Tongeren-Maaseik  | |
| Firmin Aerts                    | CVP         | Hasselt-Tongeren-Maaseik  | |
| Willy Claes                     | BSP         | Hasselt-Tongeren-Maaseik  | |
| Eddy Baldewijns                 | BSP         | Hasselt-Tongeren-Maaseik  | |
| Alfred Vreven                   | PVV         | Hasselt-Tongeren-Maaseik  | |
| Willy Desaeyere                 | Volksunie   | Hasselt-Tongeren-Maaseik  | |
| Lambert Kelchtermans            | CVP         | Hasselt-Tongeren-Maaseik  | |
| Mathieu Rutten                  | CVP         | Hasselt-Tongeren-Maaseik  | |
| Chris Moors                     | CVP         | Hasselt-Tongeren-Maaseik  | |
| André Rutten                    | CVP         | Hasselt-Tongeren-Maaseik  | |
| Louis Vanvelthoven              | BSP         | Hasselt-Tongeren-Maaseik  | |
| Fernand Colla                   | PVV         | Hasselt-Tongeren-Maaseik  | |
| Jaak Gabriëls                   | Volksunie   | Hasselt-Tongeren-Maaseik  | |
| Rika De Backer                  | CVP         | Antwerpen                 | |
| Paul Akkermans                  | CVP         | Antwerpen                 | |
| Frans Vanderborght              | CVP         | Antwerpen                 | |
| Robert Gijs                     | CVP         | Antwerpen                 | |
| Jos Vangeel                     | CVP         | Antwerpen                 | |
| Ferdinand Boey                  | PVV         | Antwerpen                 | |
| Willy Calewaert                 | BSP         | Antwerpen                 | |
| Jos Wijninckx                   | BSP         | Antwerpen                 | |
| John Van den Eynden             | BSP         | Antwerpen                 | |
| Hector De Bruyne                | Volksunie   | Antwerpen                 | |
| Constant De Clercq              | CVP         | Mechelen-Turnhout         | |
| Joris Verhaegen                 | CVP         | Mechelen-Turnhout         | |
| Jos De Seranno                  | CVP         | Mechelen-Turnhout         | |
| Alfons Verbist                  | CVP         | Mechelen-Turnhout         | |
| Herman Vanderpoorten            | PVV         | Mechelen-Turnhout         | Tot 18 mei 1980 voorzitter van de commissie Taalwetgeving en Taalbescherming. |
| Jos Houben                      | BSP         | Mechelen-Turnhout         | |
| Wim Jorissen                    | Volksunie   | Mechelen-Turnhout         | |
| Jos Chabert                     | CVP         | Brussel                   | |
| Leo Lindemans                   | CVP         | Brussel                   | Secretaris tot 28 juni 1979 en ondervoorzitter vanaf 28 juni 1979. |
| Mia Panneels-Van Baelen         | CVP         | Brussel                   | |
| Jan Bascour                     | PVV         | Brussel                   | Ondervoorzitter. |
| Edgard Coppens                  | BSP         | Brussel                   | |
| Bob Maes                        | Volksunie   | Brussel                   | |
| André Lagae                     | CVP         | Leuven                    | |
| Edward Leemans                  | CVP         | Leuven                    | |
| Jos Daems                       | PVV         | Leuven                    | |
| August Bogaerts                 | BSP         | Leuven                    | |
| Clara Smitt                     | CVP         | Hasselt-Tongeren-Maaseik  | |
| Lambert Croux                   | CVP         | Hasselt-Tongeren-Maaseik  | |
| Frans Vangronsveld              | CVP         | Hasselt-Tongeren-Maaseik  | |
| Max Smeers                      | CVP         | Hasselt-Tongeren-Maaseik  | |
| Eloi Vandersmissen              | PVV         | Hasselt-Tongeren-Maaseik  | |
| Jean Férir                      | BSP         | Hasselt-Tongeren-Maaseik  | |
| Rik Vandekerckhove              | Volksunie   | Hasselt-Tongeren-Maaseik  | |
| Maurice Van Herreweghe          | CVP         | Gent-Eeklo                | |
| Antoon Van Nevel                | CVP         | Gent-Eeklo                | |
| Georgia Turf-De Munter          | CVP         | Gent-Eeklo                | |
| Aimé Canipel                    | BSP         | Gent-Eeklo                | |
| Jean Pede                       | PVV         | Gent-Eeklo                | |
| Oswald Van Ooteghem             | Volksunie   | Gent-Eeklo                | |
| Etienne Cooreman                | CVP         | Dendermonde-Sint-Niklaas  | |
| Julien Vergeylen                | CVP         | Dendermonde-Sint-Niklaas  | |
| Jaak De Graeve                  | BSP         | Dendermonde-Sint-Niklaas  | |
| Octaaf Van Den Broeck           | PVV         | Dendermonde-Sint-Niklaas  | |
| Wim Verleysen                   | CVP         | Oudenaarde-Aalst          | Secretaris vanaf 28 juni 1979. |
| Emile Edouard Cuvelier          | PVV         | Oudenaarde-Aalst          | |
| Willy Vernimmen                 | BSP         | Oudenaarde-Aalst          | |
| Germain De Rouck                | Volksunie   | Oudenaarde-Aalst          | Voorzitter van de Volksunie-fractie vanaf 20 november 1979. |
| Roger Windels                   | CVP         | Brugge                    | |
| Marie-Louise Maes-Van Robaeys   | CVP         | Brugge                    | Vervangt vanaf 18 december 1979 Marcel Vandewiele, die voltijds lid wordt van het Europees Parlement.                                                                                       |
| Omaar Carpels                   | BSP         | Brugge                    | |
| Albert Lavens                   | CVP         | Kortrijk-Ieper            | |
| Hilaire Lahaye                  | PVV         | Kortrijk-Ieper            | |
| Armand De Rore                  | BSP         | Kortrijk-Ieper            | |
| Michel Capoen                   | Volksunie   | Kortrijk-Ieper            | |
| Roger Vannieuwenhuyze           | CVP         | Roeselare-Tielt           | |
| Roger Hostekint                 | BSP         | Roeselare-Tielt           | |
| Agnes Rommel-Souvagie           | CVP         | Veurne-Diksmuide-Oostende | Vervangt vanaf 15 januari 1980 de overleden Jules Van Canneyt. |
| Marcel Decoster                 | PVV         | Veurne-Diksmuide-Oostende | |
| Herman Deleeck                  | CVP         | Antwerpen                 | |
| Isidore Egelmeers               | BSP         | Antwerpen                 | |
| Zefa Raeymaekers                | CVP         | Mechelen-Turnhout         | |
| René Nauwelaerts                | CVP         | Mechelen-Turnhout         | |
| Hugo Adriaensens                | BSP         | Mechelen-Turnhout         | |
| Jan Van den Nieuwenhuijzen      | CVP         | Antwerpen                 | |
| Carlo Van Elsen                 | Volksunie   | Mechelen-Turnhout         | |
| Jaak Nutkewitz                  | PVV         | Antwerpen                 | |
| Frans Cornelis                  | CVP         | Brussel                   | Vervangt vanaf 28 juni 1979 Leo Vanackere, die provinciegouverneur van West-Vlaanderen wordt. Vanackere was ondervoorzitter tot 5 juni 1979.                                                |
| Fernand Piot                    | CVP         | Leuven                    | |
| Lydia De Pauw                   | BSP         | Brussel                   | |
| Paul De Kerpel                  | CVP         | Brussel                   | |
| Simon Février                   | PVV         | Brussel                   | |
| Michel Kenens                   | PVV         | Hasselt-Tongeren-Maaseik  | |
| Jan Gerits                      | CVP         | Hasselt-Tongeren-Maaseik  | |
| Willem Mesotten                 | CVP         | Hasselt-Tongeren-Maaseik  | Voorzitter van de commissie Onderwijs. |
| René D'Haeyer                   | PVV         | Dendermonde-Sint-Niklaas  | |
| Walter Peeters                  | Volksunie   | Dendermonde-Sint-Niklaas  | Vervangt vanaf 15 januari 1980 Maurits Coppieters, die voltijds lid wordt van het Europees Parlement. Coppieters was van 24 april tot 19 november 1979 voorzitter van de Volksunie-fractie. |
| Georges De Smeyter              | BSP         | Oudenaarde-Aalst          | |
| Walter Claeys                   | CVP         | Gent-Eeklo                | |
| Ferdinand De Bondt              | CVP         | Dendermonde-Sint-Niklaas  | |
| Paula D'Hondt                   | CVP         | Oudenaarde-Aalst          | |
| Albert Deconinck                | BSP         | Kortrijk-Ieper            | |
| Achiel Vandenabeele             | CVP         | Veurne-Diksmuide-Oostende | |
| André Vanhaverbeke              | CVP         | Roeselare-Tielt           | |
| Christiane Planckaert-Staessens | CVP         | Roeselare-Tielt           | |
| Louis Bril                      | PVV         | Roeselare-Tielt           | Vervangt vanaf 3 juni 1980 Roger Declercq, die om gezondheidsredenen ontslag neemt. |
| John Van Waterschoot            | CVP         | Leuven                    | |
| Lucienne Herman-Michielsens     | PVV         | Gent-Eeklo                | |
| Jan De Meyer                    | CVP         | Brussel                   | Vervangt vanaf 18 maart 1980 de overleden Robert Vandekerckhove (kieskring Mechelen-Turnhout).                                                                                              |
| Nora Staels-Dompas              | CVP         | Brussel                   | |
| Amedé De Baere                  | BSP         | Antwerpen                 | |
| Maurice Dewulf                  | CVP         | Gent-Eeklo                | |
| Rik Kuylen                      | CVP         | Antwerpen                 | |
| Gaston Geens                    | CVP         | Leuven                    | |
| Joanna Nauwelaerts-Thues        | BSP         | Mechelen-Turnhout         | |
| Willy Seeuws                    | BSP         | Gent-Eeklo                | Voorzitter van de commissie Mediabeleid. |
| Marcel Storme                   | CVP         | Gent-Eeklo                | |
| Frans Van der Elst              | Volksunie   | Antwerpen                 | |
| Robert Vandezande               | Volksunie   | Leuven                    | Ondervoorzitter. |
| Louis Waltniel                  | PVV         | Oudenaarde-Aalst          | |